# Carlos Rojas
Carlos Rodolfo Rojas Rojas (2 ottobre 1928 – ...) è stato un calciatore cileno, di ruolo centrocampista.

## Carriera
Prese parte con la Nazionale cilena al Campeonato sudamericano del 1949 e ai Mondiali del 1950.